# Goričak
Goričak je naselje v Občini Zavrč.